# جيمس فنسنت
جيمس فنسنت (بالإنجليزية: James Vincent)‏ (27 سبتمبر 1989 في المملكة المتحدة - ) هو لاعب كرة قدم بريطاني في مركز الوسط. لعب مع ستوكبورت كونتي ونادي إنفرنيس ونادي كيدرمينستر هاريرز لكرة القدم.

## وصلات خارجية
- جيمس فنسنت على موقع قاعدة بيانات كرة القدم.إي يو (الإنجليزية)
- جيمس فنسنت على موقع Soccerbase.com (لاعب) (الإنجليزية)
- جيمس فنسنت على موقع Soccerway.com (الإنجليزية)
- جيمس فنسنت على موقع عالم كرة القدم.نت (الإنجليزية)